# Remigiusz Fladrowski
Remigiusz Fladrowski (ur. 11 września 1970) – polski dziennikarz radiowy, lektor filmowy i lekkoatleta, skoczek wzwyż, medalista mistrzostw Polski.

## Kariera sportowa
Był zawodnikiem Olimpii Grudziądz i ŁKS Łódź. Na mistrzostwach Polski seniorów na otwartym stadionie zdobył jeden brązowy medal w skoku wzwyż: w 1990. Rekord życiowy w skoku wzwyż: 2,21 (7.06.1991). Karierę sportową zakończył w 1993 roku w związku z kontuzją kolana.